# ГЕС Ростен
ГЕС Ростен (норв. Rosten kraftverk) — гідроелектростанція у південній частині Норвегії. Знаходячись перед ГЕС Harpefossen, входить до складу каскаду на річці Гудбраннсдалслоген, яка дренує озеро Lesjaskogsvatnet (Lesjavatn) та біля Ліллегаммеру завершується у озері Мйоса, котре має сток через Ворму, праву притоку найдовшої річки країни Гломми (басейн Осло-фіорду). Можливо відзначити, що Lesjaskogsvatnet відоме своєю біфуркацією, оскільки дає також початок річці Раума (впадає до Romsdalsfjord на протилежному березі країни від Осло-фіорду). 

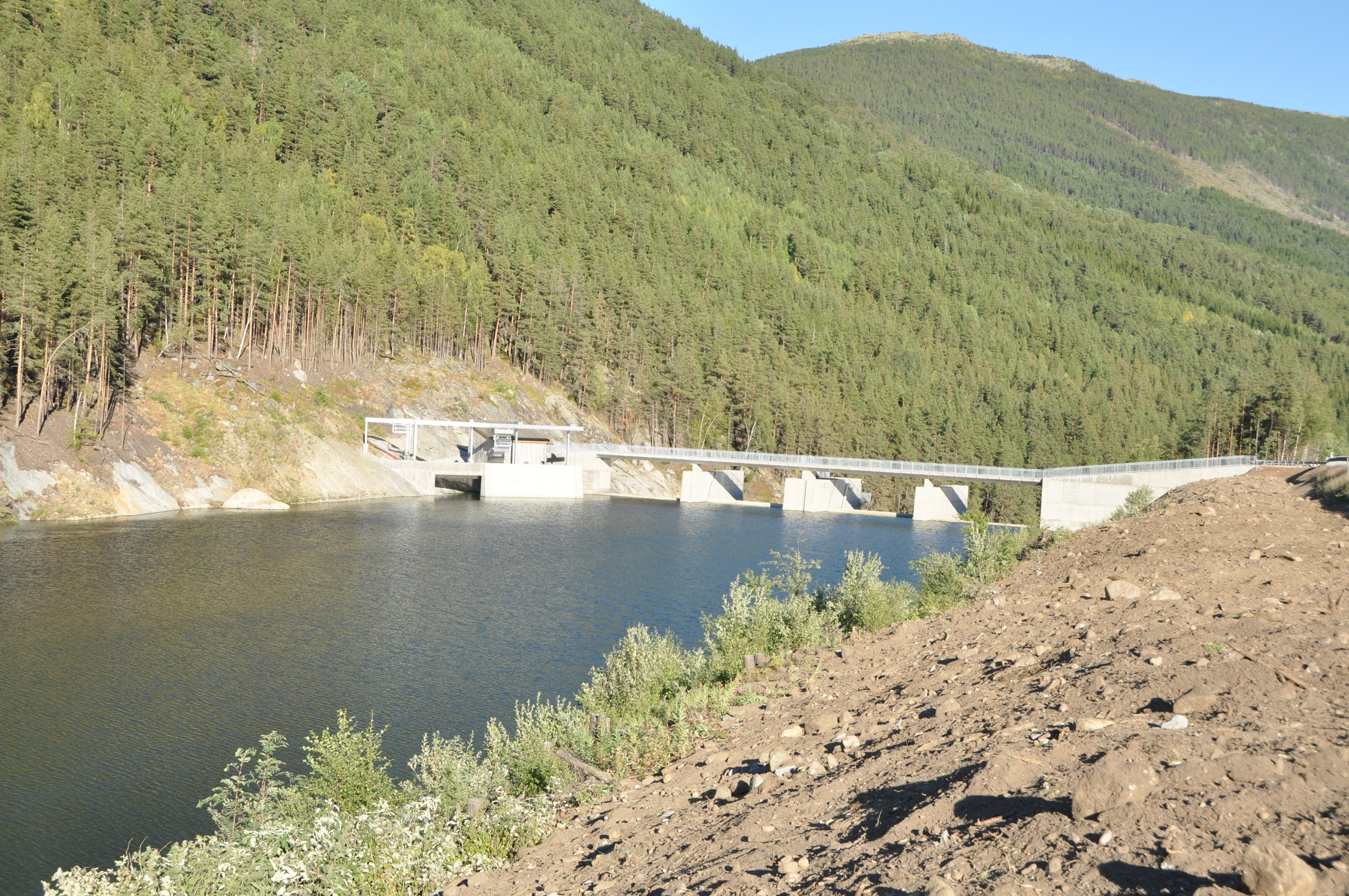
Гребля з боку верхнього б'єфу

Течія Гудбраннсдалслогену має в цілому доволі спокійний характер, проте на одній із ділянок річка проходить через ущелину Ростен, де утворюється значний перепад висот. Для його використання з метою виробництва електроенергії річку перекрили бетонною греблею висотою 20 метрів та довжиною 95 метрів. Вона утримує невелике — 1,1 млн м3 — водосховище та спрямовує ресурс у прокладений по лівобережжю в обхід ущелини дериваційний тунель довжиною 4,1 км.

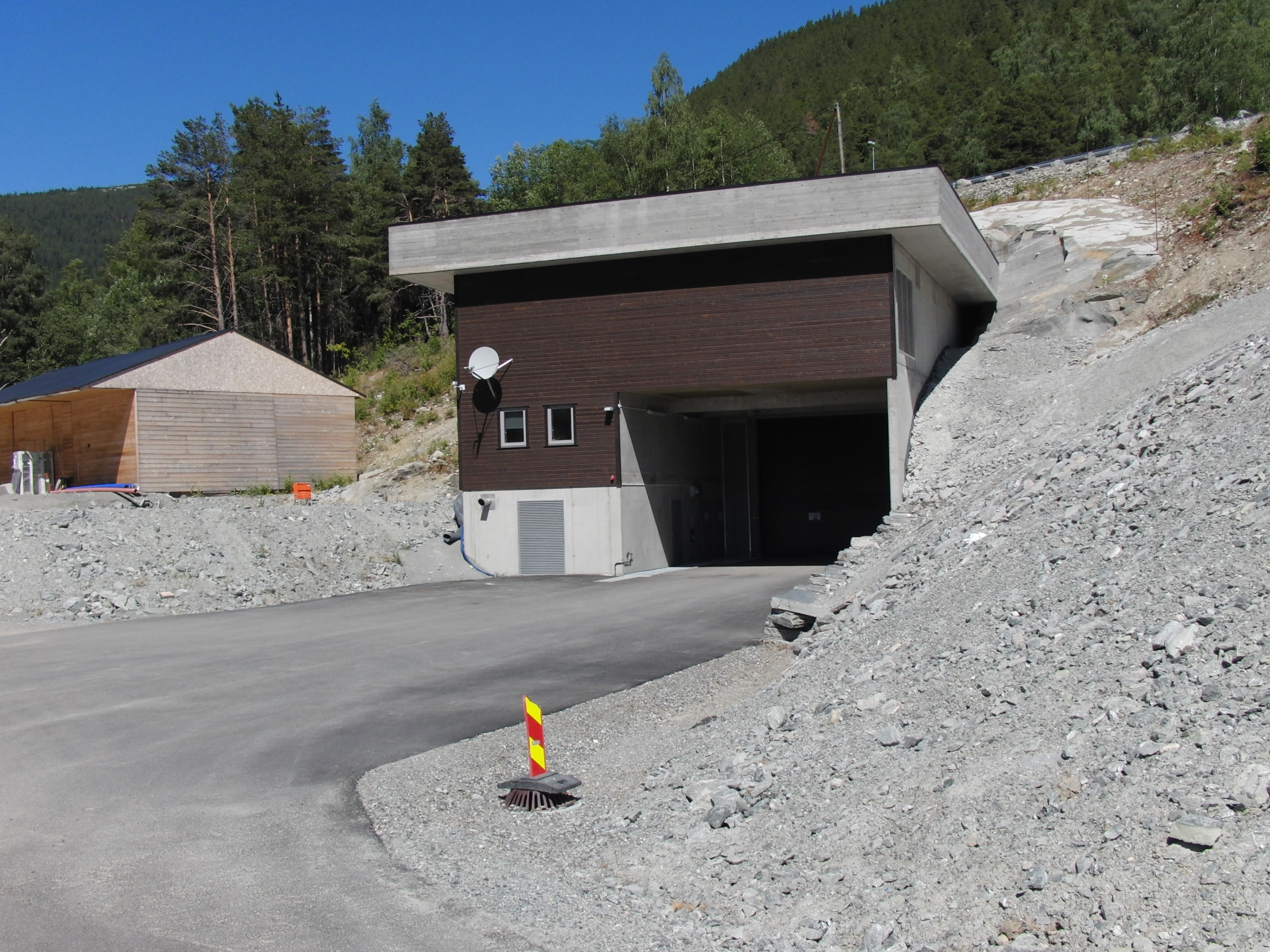
Початок в'їзного тунелю до машинного залу

Машинний зал спорудили у підземному варіанті, при цьому доступ до нього здійснюєтся через тунель завдовжки 0,32 км. Основне обладнання станції становлять три турбіни типу Френсіс загальною потужністю 80 МВт (по одній з показниками 8,5 МВт, 20 МВт та 51,5 МВт), які при напорі у 103,5 метра повинні виробляти 192 млн кВт-год електроенергії на рік.
Відпрацьована вода повертає в річку по відвідному тунелю довжиною 0,4 км.
Видача продукції відбуває по ЛЕП, розрахованій на роботу під напругою 122 кВ.
Проект реалізували Oppland Energi (72 %, в свою чергу належить групі E-CO та компанії Eidsiva Vannkraft — 61 % та 39 % відповідно) та Eidefoss (28 %).
Станцію ввели в експлуатацію у березні 2018 року.